# An die Freude

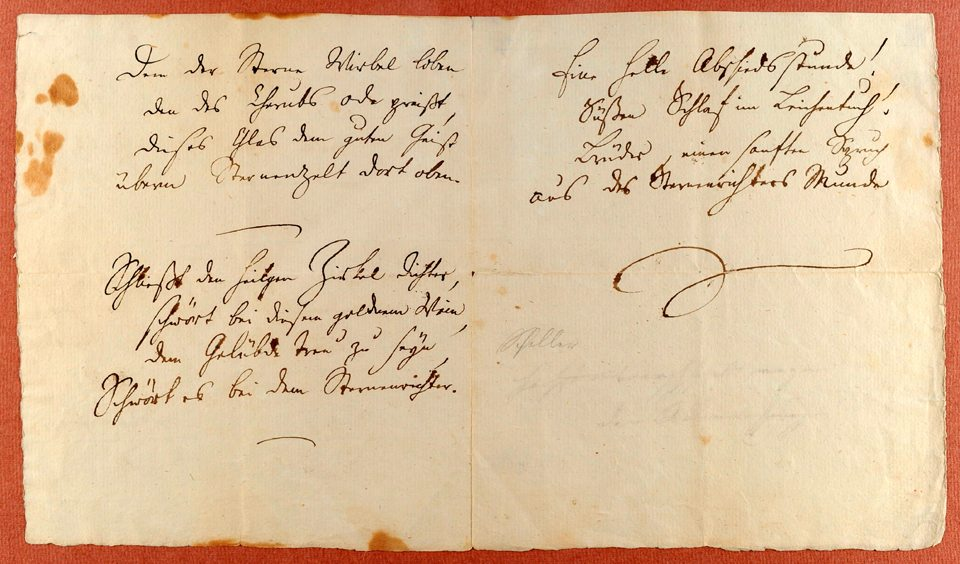
Autograph

An die Freude ist eines der berühmtesten Gedichte Friedrich Schillers. Die Ode entstand im Sommer 1785 und wurde unter anderem von Ludwig van Beethoven im 4. Satz seiner 1824 uraufgeführten 9. Sinfonie vertont.

## Inhalt
Mit hohem Pathos beschreibt diese Ode das klassische Ideal einer Gesellschaft gleichberechtigter Menschen, die durch das Band der Freude und der Freundschaft verbunden sind.

### Frühe Fassung (1785)
Das Gedicht besteht in der frühen Fassung aus 9 Strophen zu je 8 Versen, jeweils gefolgt von einem Refrain mit 4 Versen, der als „C h o r.“ gekennzeichnet ist, und wurde in der Thalia so veröffentlicht.
Freude, schöner Götterfunken,

Tochter aus Elisium,

Wir betreten feuertrunken

Himmlische, dein Heiligthum.

Deine Zauber binden wieder,

was der Mode Schwerd getheilt;

Bettler werden Fürstenbrüder,

wo dein sanfter Flügel weilt.

C h o r.

Seid umschlungen Millionen!

Diesen Kuß der ganzen Welt!

Brüder – überm Sternenzelt

muß ein lieber Vater wohnen.

Wem der große Wurf gelungen,

eines Freundes Freund zu seyn;

wer ein holdes Weib errungen,

mische seinen Jubel ein!

Ja – wer auch nur  e i n e  Seele

 s e i n  nennt auf dem Erdenrund!

Und wer’s nie gekonnt, der stehle

weinend sich aus diesem Bund!

C h o r.

Was den großen Ring bewohnet

huldige der Simpathie!

Zu den Sternen leitet sie,

Wo der  U n b e k a n n t e  tronet.

Freude trinken alle Wesen

an den Brüsten der Natur,

Alle Guten, alle Bösen

folgen ihrer Rosenspur.

Küße gab sie  u n s  und  R e b e n ,

einen Freund, geprüft im Tod.

Wollust ward dem Wurm gegeben,

und der Cherub steht vor Gott.

C h o r.

Ihr stürzt nieder, Millionen?

Ahndest du den Schöpfer, Welt?

Such’ ihn überm Sternenzelt,

über Sternen muß er wohnen.

Freude heißt die starke Feder

in der ewigen Natur.

Freude, Freude treibt die Räder

in der großen Weltenuhr.

Blumen lockt sie aus den Keimen,

Sonnen aus dem Firmament,

Sphären rollt sie in den Räumen,

die des Sehers Rohr nicht kennt!

C h o r.

Froh, wie seine Sonnen fliegen,

durch des Himmels prächtgen Plan,

Laufet Brüder eure Bahn,

freudig wie ein Held zum siegen.

Aus der Wahrheit Feuerspiegel

lächelt  s i e  den Forscher an.

Zu der Tugend steilem Hügel

leitet sie des Dulders Bahn.

Auf des Glaubens Sonnenberge

sieht man ihre Fahnen wehn,

Durch den Riß gesprengter Särge

  s i e  im Chor der Engel stehn.

C h o r.

Duldet mutig Millionen!

Duldet für die beßre Welt!

Droben überm Sternenzelt

wird ein großer Gott belohnen.

Göttern kann man nicht vergelten,

schön ists ihnen gleich zu seyn.

Gram und Armut soll sich melden

mit den Frohen sich erfreun.

Groll und Rache sei vergessen,

unserm Todfeind sei verziehn.

Keine Thräne soll ihn pressen,

keine Reue nage ihn.

C h o r.

Unser Schuldbuch sei vernichtet!

ausgesöhnt die ganze Welt!

Brüder – überm Sternenzelt

richtet Gott wie wir gerichtet.

F r e u d e sprudelt in Pokalen,

in der Traube goldnem Blut

trinken Sanftmut Kannibalen,

Die Verzweiflung Heldenmut – –

Brüder fliegt von euren Sitzen,

wenn der volle Römer kraißt,

Laßt den Schaum zum Himmel sprützen:

Dieses Glas dem guten Geist.

C h o r.

Den der Sterne Wirbel loben,

den des Seraphs Hymne preist,

Dieses Glas dem guten Geist,

überm Sternenzelt dort oben!

Festen Mut in schwerem Leiden,

Hülfe, wo die Unschuld weint,

Ewigkeit geschwornen Eiden,

Wahrheit gegen Freund und Feind,

Männerstolz vor Königstronen, –

Brüder, gält’ es Gut und Blut –

Dem Verdienste seine Kronen,

Untergang der Lügenbrut!

C h o r.

Schließt den heilgen Zirkel dichter,

schwört bei diesem goldnen Wein:

Dem Gelübde treu zu sein,

schwört es bei dem Sternenrichter!

Rettung von Tirannenketten,

Großmut auch dem Bösewicht,

Hoffnung auf den Sterbebetten,

Gnade auf dem Hochgericht!

Auch die Toden sollen leben!

Brüder trinkt und stimmet ein,

Allen Sündern soll vergeben,

und die Hölle nicht mehr seyn.

C h o r.

Eine heitre Abschiedsstunde!

süßen Schlaf im Leichentuch!

Brüder – einen sanften Spruch

Aus des Todtenrichters Munde!

### Späte Fassung
Schiller beurteilte sein eigenes Werk eher kritisch, was sich auch in mehreren Änderungen des Gedichtes niederschlug.
Die 1808 posthum veröffentlichte Variante des Gedichtes war um die letzte Strophe gekürzt und zeigte eine andere Wortwahl in der ersten Strophe:
Freude, schöner Götterfunken,

Tochter aus Elisium,

Wir betreten feuertrunken,

Himmlische, dein Heiligthum.

Deine Zauber binden wieder,

Was die Mode streng getheilt,

Alle Menschen werden Brüder,

Wo dein sanfter Flügel weilt.

## Analyse
Alle Verse des Gedichts sind 4-hebige Trochäen ohne Auftakt. Dabei wechseln sich in den 8-versigen Strophen männliche und weibliche Reime im Kreuzreim ab, während der Refrain aus einem umarmenden Reim besteht.
In der ersten Strophe wird der Kontext des Gedichtes geschaffen, indem die Freude als Allegorie direkt angesprochen und als göttlich in Bezug auf das Elysion aus der griechischen Mythologie dargestellt wird. Durch „Deine Zauber binden wieder …“ wird der Freude eine Menschen verbindende Eigenschaft zugesprochen. Zwar kann Brüder auf die nur maskuline Bedeutung verstanden werden, da jedoch von allen Menschen gesprochen wird, ist der Begriff allgemein im Sinne von Brüderlichkeit zu verstehen. Zudem wird der Text in der Vertonung Ludwig van Beethovens auch von Frauen gesungen.
Die zweite Strophe spricht von dem „Große[n] Wurf“, der darin besteht, „Freund zu seyn“ oder ein „Weib errungen“ zu haben. Der soziale „Bund“ (im Sinne von Gemeinschaftlichkeit, Freundschaft, Liebe, Ehe) oder vielmehr die Zwischenmenschlichkeit allgemein ist als Krönung des Lebens zu verstehen. Das „Erdenrund“ wird als Bund aller Menschen verstanden.
Die dritte und die vierte Strophe nehmen Bezug auf die Natur: Die Freude sei ein wichtiger Bestandteil natürlicher Lebensweise und Triebkraft der Welt.

## Entstehung

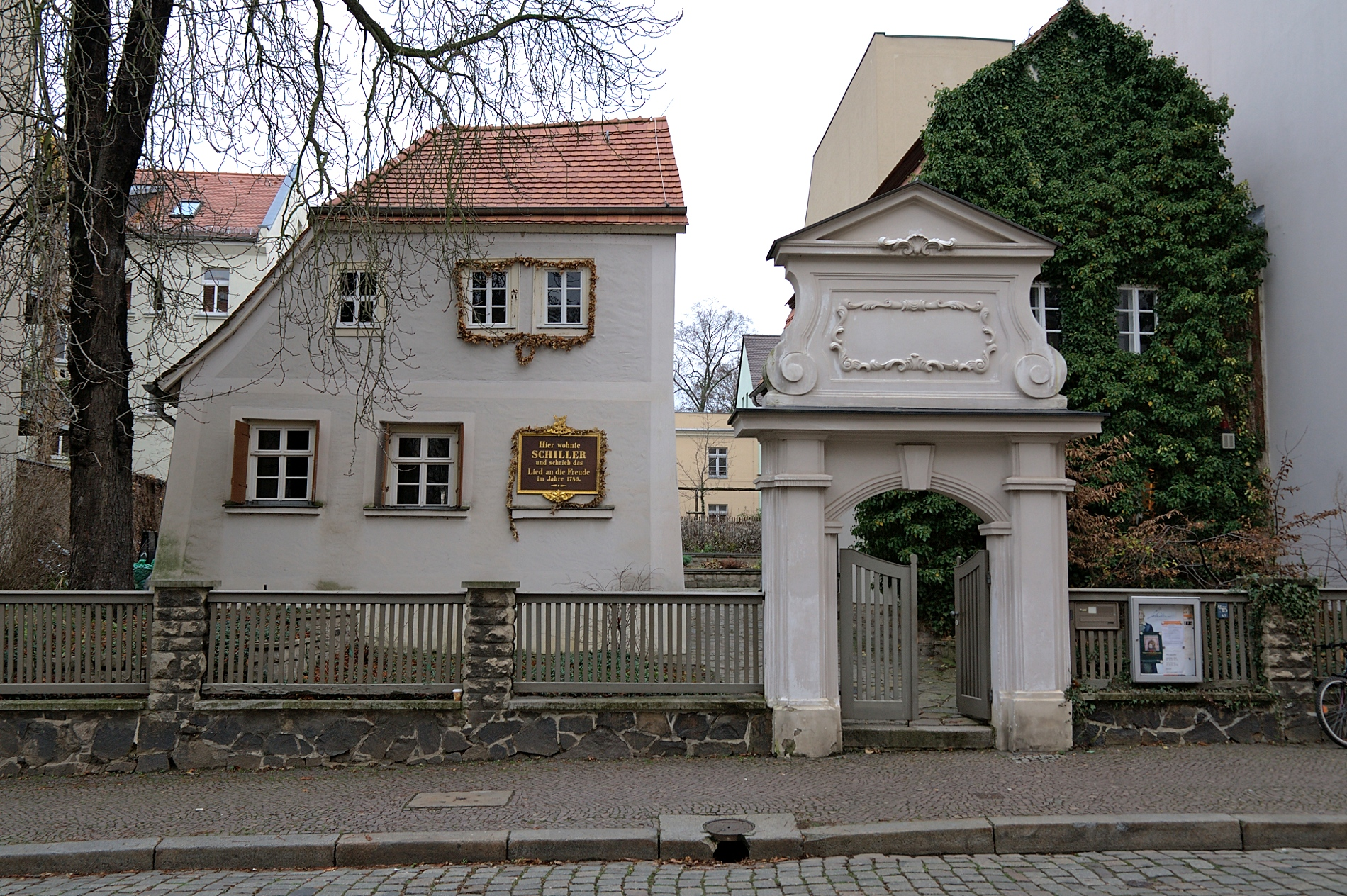
Im heutigen Schillerhaus zu Leipzig entstand im Sommer 1785 die erste Fassung der Ode An die Freude.

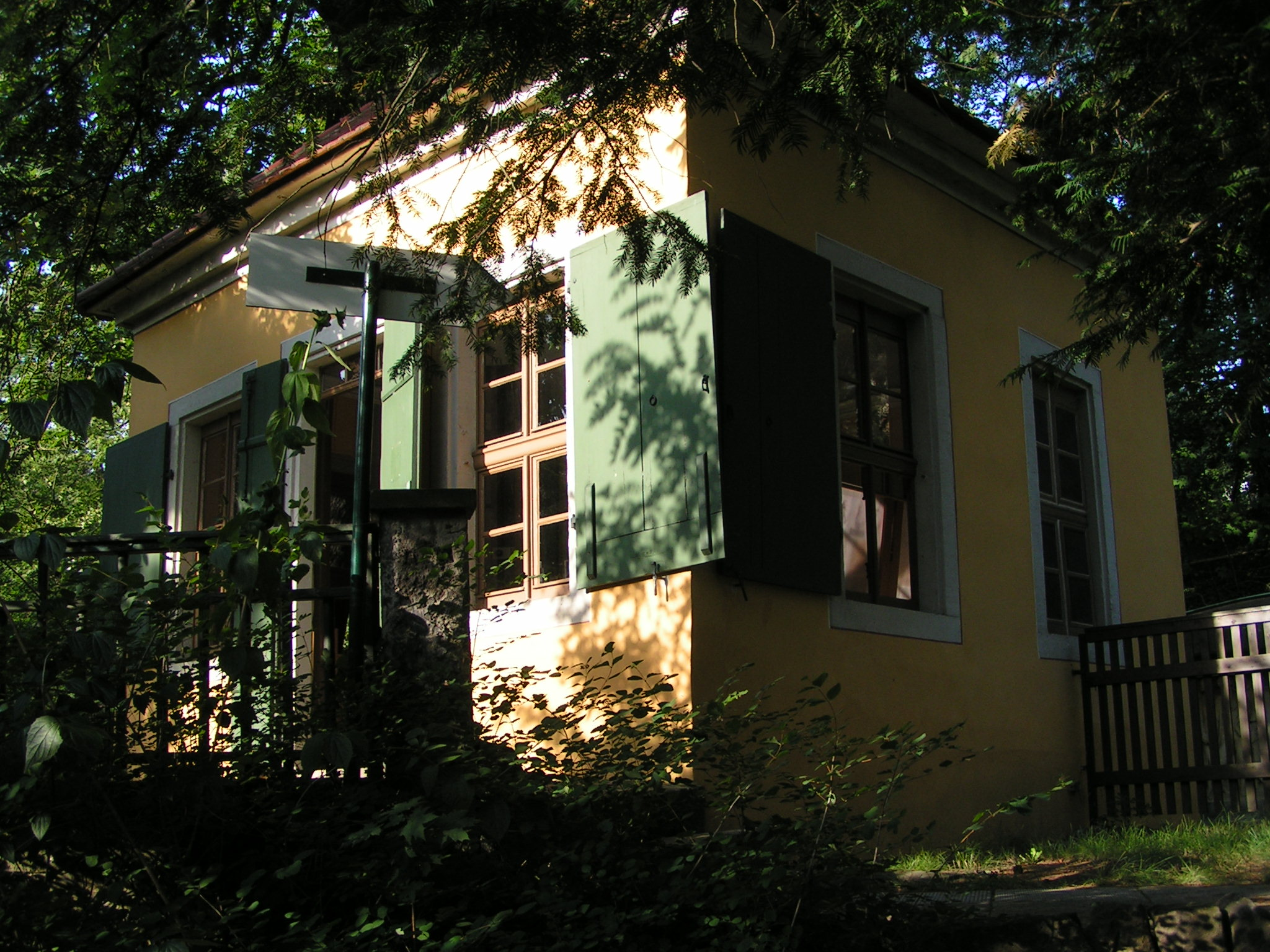
Das Schillerhäuschen in Dresden-Loschwitz auf dem Körnerischen Weinberg.
Hier wohnte Schiller vom Herbst 1785 bis zum Sommer 1787.

Schiller war mit dem Freimaurer Christian Gottfried Körner befreundet, der von 1812 bis 1816 eine Gesamtausgabe von Schillers Werken herausgab. Als poetische Freundschaftserklärung an Körner schrieb Schiller im Sommer 1785 die Ode An die Freude. Entgegen einer verbreiteten Meinung hat Schiller sein Gedicht nicht einer Dresdner Freimaurerloge zugedacht, sondern diese Widmung stammt von Johann Christian Müller, der die Ode früh vertont hat. Schiller wohnte damals in einem umgebauten Bauernhaus, dem heutigen Schillerhaus, in dem nahe Leipzig gelegenen Dorf Gohlis, einem heutigen Stadtteil Leipzigs. Ab dem 13. September 1785 wohnte er im Weinberghaus Körners in dem damaligen Dorf und heutigen Dresdener Stadtteil Loschwitz. Sein bis dahin sehr wechselhaftes Leben, vor allem durch Geldsorgen bedingt, änderte sich durch den mäzenatischen Freund Körner sehr. Inspiriert davon und von Dresden und den Waldschlösschenwiesen vollendete er die Ode An die Freude im November 1785 und sandte sie am 29. November zum Druck für das zweite Heft der Thalia an den Buchhändler Georg Göschen in Leipzig. In dem Brief Schillers heißt es: „Das Gedicht an die Freude ist von Körnern sehr schön komponiert. Wenn Sie meinen, so können wir die Noten, welche nur eine ½ Seite betragen, dazu stechen lassen?“, die Schiller mit seinem Gedicht in gedruckter Form am 13. und 23. Februar 1786 wieder zurückerhielt.
Zu beachten ist jedoch, dass Schiller Jahre später, nachdem die prärevolutionäre Euphorie der 1780er Jahre bei ihm verflogen war, die Ode an die Freude keineswegs als Meisterwerk seinerseits bezeichnete. Vielmehr sei sie von der Realität abgewandt. In einem Brief an Körner schreibt Schiller am 21. Oktober 1800:

„Die Freude hingegen ist nach meinem jetzigen Gefühl durchaus fehlerhaft und ob sie sich gleich durch ein gewißes Feuer der Empfindung empfiehlt, so ist sie doch ein schlechtes Gedicht und bezeichnet eine Stufe der Bildung, die ich durchaus hinter mir lassen mußte um etwas ordentliches hervorzubringen. Weil sie aber einem fehlerhaften Geschmack der Zeit entgegenkam, so hat sie die Ehre erhalten, gewissermaaßen ein Volksgedicht zu werden. Deine Neigung zu diesem Gedicht mag sich auf die Epoche seiner Entstehung gründen; aber diese giebt ihm auch den einzigen Werth, den es hat, und auch nur für uns und nicht für die Welt noch für die Dichtkunst.“

Schon in ihrer Entstehungszeit war die Ode äußerst populär, wie bereits die vielfachen Umdichtungen in studentischen Stammbüchern beweisen. Noch heute wird das Lied von Studentenverbindungen vielfach gesungen, jedoch mit einer anderen Melodie.
Dass Ludwig van Beethoven sich ausgerechnet in einer Zeit der politischen Restauration (im Jahr 1824) entschloss, seine Neunte Symphonie mit einem Chorgesang mit Schillers Text enden zu lassen, bewertet Aribert Reimann folgendermaßen:
„Nach all dem politischen Wirrwarr und den Schrecknissen der Zeit, die auch Beethoven selbst erlebt hat, ist dieses Werk am Ende ein Appell, eine Sehnsucht nach Verbrüderung, nach Freude und Jubel, nach der Utopie eines Weltfriedens, nach einer Welt ohne Kriege und Zerstörung.“
Dieter Hildebrandt verweist darauf, dass der Hamburger Dichter Friedrich von Hagedorn schon 1744 – und damit vier Jahrzehnte vor Schiller – ein anderes Gedicht mit dem Titel An die Freude schuf. Reinhard Breymayer benennt pietistischen Einfluss besonders auf die Verse „Brüder – überm Sternenzelt / muß ein lieber Vater wohnen“ durch den Astronomen und Pfarrer Philipp Matthäus Hahn. Dessen Liebestheologie betonte die väterliche Liebe Gottes außerordentlich.
2011 wurde das Gedichtmanuskript in Basel an einen anonymen telefonischen Bieter für eine halbe Million Franken versteigert. Die Stiftung Weimarer Klassik hatte erfolglos mitgeboten.

## Vertonungen

### Ludwig van Beethoven

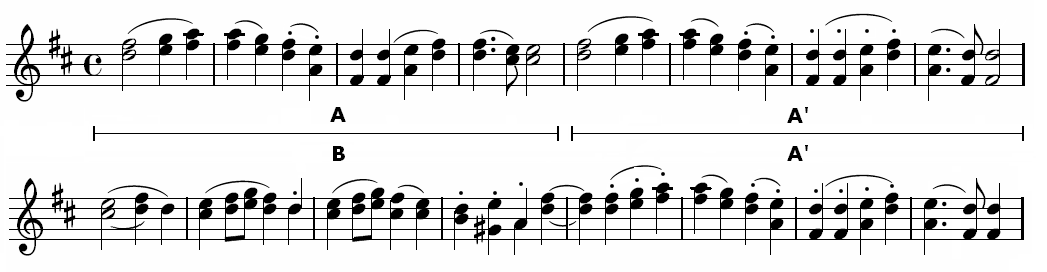
Beethovens Freude-Thema (Oboenstimmen)

Die bekannteste Vertonung liegt im letzten Satz der 9. Sinfonie von Ludwig van Beethoven vor. Beethoven verwendete aus der Dichtung die komplette 1. und 3. Strophe sowie einige Teile der 2. und 4. Strophe. Obwohl die Absicht der Vertonung von Schillers Hymne fast das ganze Leben Beethovens begleitete, war es für ihn selbst nicht von Anfang an klar, ob nun wirklich ein Chor oder ein rein instrumentales Finale das Werk abschließen sollte. Eine Entscheidung für den Chor fiel wahrscheinlich erst gegen Ende des Jahres 1823.

### Weitere Vertonungen
Franz Schubert vertonte die Ode bereits 1815 – also vor Beethovens 9. Sinfonie – als Lied für Solostimme und Klavier. Im Deutsch-Verzeichnis trägt das Werk die Nummer 189. Auch hier wurde der Text verkürzt.
Vor beiden bekannteren Vertonungen hatte bereits Carl Friedrich Zelter, der vor allem mit seinen Vertonungen von Goethe-Texten im Stil der zweiten Berliner Liederschule bekannt ist, 1792 eine Vertonung für gemischten Chor und Begleitung (in D-Dur) auskomponiert. Diese hat er in Folge in vielerlei Besetzungen umgewandelt, z. B. für Terzett und vierstimmigen Männerchor.
Des Weiteren existieren Vertonungen der folgenden Komponisten:
- Christian Gottfried Körner (1786)
- Christian Friedrich Daniel Schubart (1787)
- Johann Friedrich Reichardt (1796)
- Johann Friedrich Hugo von Dalberg (1799)
- Johann Rudolf Zumsteeg (1803)
- Pjotr Iljitsch Tschaikowski (1865), für Solostimmen, Chor und Orchester, in russischer Übersetzung.
- Seid umschlungen, Millionen! (1892), ein Walzer, Op. 443 von Johann Strauss II
- Diesen Kuss der ganzen Welt! (1892), Carl Michael Ziehrer, ein Walzer, Op. 442 in Fortsetzung des von Strauss komponierten[10]
- Z. Randall Stroope (2002), für Chor und Klavier zu vier Händen

## Rezeption
Der Begründer der Paneuropa-Bewegung Richard Nikolaus Graf von Coudenhove-Kalergi schlug schon 1955 Beethovens Vertonung als neue europäische Hymne vor. Seit 1972 ist die Melodie offizielle Hymne des Europarats. Auch zu sonstigen feierlichen Anlässen (z. B. zum Jahresende) wird das Stück gerne gespielt. Auf Bitte des Europarats arrangierte Herbert von Karajan drei Instrumentalversionen: für Klavier, für Blasinstrumente und für Orchester. Seine Instrumentalversion ist seit 1985 die offizielle Hymne der Europäischen Union.
Bevor die dritte Strophe des Deutschlandliedes 1952 zur deutschen Nationalhymne bestimmt wurde, diente die Ode nach dem Zweiten Weltkrieg häufig als inoffizielle Hymne. Bei den olympischen Spielen zwischen 1956 und 1964 wurde die Ode zur Hymne der gesamtdeutschen Mannschaft und 1968 zur Hymne beider deutscher Olympiamannschaften.
Weihnachten 1989, einen Monat nach dem Fall der Mauer, wurde Beethovens 9. Symphonie im Ostberliner Konzerthaus am Gendarmenmarkt unter Leonard Bernstein mit einem leicht geänderten Text aufgeführt: „Freiheit, schöner Götterfunken“.
Darüber hinaus fand das Stück, wenn auch entsprechend modifiziert, im christlichen und insbesondere im Gospelbereich seine Anerkennung. So hat beispielsweise 1907 Henry J. van Dyke unter dem Titel „Joyful, Joyful We Adore Thee“ einen christlichen Text zur Melodie von Beethoven verfasst. Diese Bearbeitung ist im englischsprachigen Raum insbesondere als Weihnachtslied verbreitet. Eine Improvisation darüber kommt im Film Sister Act 2 vor.
Einzelne Vertreterinnen der feministischen Linguistik nehmen an der angeblichen Frauenfeindlichkeit des Liedes Anstoß. Das Motto „Alle Menschen werden Brüder“ lege entweder die Interpretation nahe, dass Frauen keine Menschen seien oder dass sie sich vermännlichen müssten, um in den „Bruderbund“ einbezogen werden zu können, indem sie nicht „Schwestern“, sondern „Brüder“ würden. Eines der programmatischen Bücher der feministischen Linguistik von Luise Pusch hat den Titel „Alle Menschen werden Schwestern“.
Als eine der weitestverbreiteten Aufnahmen gilt die 2004 von Gotthilf Fischer und seinen Chören aufgenommene Version, die unter den Titeln „Freude schöner Götterfunken“ oder „European Hymn“ 2019 und 2021 für insgesamt mehr als 22,5 Millionen digitale und physische Verkäufe mit zwei Impala Awards ausgezeichnet wurde.

## Belege
1. ↑  Otto Baensch: Aufbau und Sinn des Chorfinales in Beethovens neunter Symphonie. Berlin/Leipzig, Walter de Gruyter 1930.
2. ↑  Günther, Georg: Frühe Schiller-Vertonungen bis 1825, in: Denkmäler der Musik in Baden-Württemberg (Im Auftrag der Gesellschaft für Musikgeschichte in Baden-Württemberg e. V. in Verbindung mit dem Musikwissenschaftlichen Institut der Universität Tübingen herausgegeben von Manfred Hermann Schmidt), Band 18 Frühe Schiller-Vertonungen bis 1825 (in Zusammenarbeit mit dem Deutschen Literaturarchiv Marbach, München 2005, S. XIX - LXXIX
3. ↑  Schiller an Georg Göschen, 29. November 1785. In: Friedrich Schiller Archiv. 20. August 2013, abgerufen am 29. Oktober 2023 (deutsch).
4. ↑  Erwin Mayer: Friedrich Schiller und die Freimaurerei und seine Hymne „an die Freude“ nach Materialien aus dem Literatur-Archiv Marbach. In: Quatuor Coronati. Jahrbuch 36, Freimaurerische Forschungsgesellschaft e. V. Bayreuth, 1999.
5. ↑  Schiller an Gottfried Körner, 21. Oktober 1800. In: Friedrich Schiller Archiv. 13. September 2013, abgerufen am 20. Januar 2022 (deutsch).
6. ↑  Wiener Konzerthaus: Freude, schöner Götterfunken: Beethoven und Reimann.
7. ↑  Dieter Hildebrandt: Die Neunte – Schiller, Beethoven und die Geschichte eines musikalischen Welterfolgs. München 2005, S. 64.
Friedrich von Hagedorn: An die Freude (auf Zeno.org).
8. ↑  Vgl. Reinhard Breymayer: Erhard Weigels Schüler Detlev Clüver und sein Einfluss auf Friedrich Christoph Oetinger (1702–1782) […] In: Katharina Habermann, Klaus-Dieter Herbst (Hg.), Erhard Weigel (1625–1699) und seine Schüler. Universitätsverlag Göttingen, Göttingen 2016, S. 269–323, hier S. 317–322: Nachweis einer Verbindung zwischen dem mit Mozart und Beethoven vertrauten Franz Joseph Reichsgraf von Thun und Hohenstein, dem Mechaniker Philipp Gottfried Schaudt und dem Pfarrer Philipp Matthäus Hahn. Findet sich eine Spur von Hahns Theologie in Schillers Ode "An die Freude"? – Thun-Hohenstein war wie sein Onkel Joseph Friedrich Wilhelm Reichsfürst von Hohenzollern-Hechingen Auftraggeber für eine astronomische Maschine Hahns und Ehemann von Mozarts und Beethovens Gönnerin Maria Wilhelmina Reichsgräfin von Thun und Hohenstein, geb. Reichsgräfin von Uhlfeld, dazu Schwiegervater von Mozarts und Beethovens zeitweiligem Freund Karl Alois Fürst von Lichnowsky.

Weitere ausführliche Nachweise zu Schillers Anregungen bringt Reinhard Breymayer: Astronomie, Kalenderstreit und Liebestheologie. Von Erhard Weigel und seinem Schüler Detlev Clüver über Friedrich Christoph Oetinger und Philipp Matthäus Hahn zu Friedrich Schiller, Johann Andreas Streicher, Franz Joseph Graf von Thun und Hohenstein, Mozart und Beethoven. Dem Andenken des bedeutenden Oetinger-Forschers Guntram Spindler (1940–2014) und des bedeutenden Aufklärungsforschers Reinhard Aulich (1947–2016). [Motto:] Brüder – überm Sternenzelt muß ein lieber Vater wohnen. SCHILLER. Heck, Dußlingen 2016. ISBN 978-3-924249-58-8.
9. ↑  Joachim Güntner: Schillers Ode: Zu teuer für die öffentliche Hand., nzz.ch vom 22. Oktober 2011, abgerufen am 5. Januar 2023.
10. ↑  Andrea Hammes: Brahms gewidmet: ein Beitrag zu Systematik und Funktion der Widmung in der zweiten Hälfte des 19. Jahrhunderts. V&R Unipress GmbH, =Göttingen 2015, ISBN 978-3-8471-0437-7, S. 312.
11. ↑  Brief, PDF (Memento vom 8. November 2008 im Internet Archive)
12. ↑  Das Deutschlandradio lässt den Tag mit einem Motiv aus der Ode an die Freude ausklingen.
13. ↑  „Joyful, Joyful We Adore Thee“ (Memento vom 12. Oktober 2012 im Internet Archive)
14. ↑  Luise F. Pusch: Alle Menschen werden Schwestern. Suhrkamp, Frankfurt/Main 1990, ISBN 978-3-518-11565-7.
15. ↑  7us überreicht Impala Gold Award an Gotthilf Fischer. Abgerufen am 4. Oktober 2022.